# Ladislao I di Napoli
Ladislao I di Napoli, detto il Magnanimo (Napoli, 15 febbraio 1377 – Napoli, 6 agosto 1414), noto anche come Ladislao d'Angiò-Durazzo o Ladislao di Durazzo, fu re di Napoli dal 1386, anno dell'assassinio del padre, al 1414, anno della sua stessa morte. Oltre a essere sovrano del Regno di Napoli fu detentore dei titoli di Re titolare di Gerusalemme e di Sicilia (1386-1414), Re titolare d'Ungheria e di Croazia (1390-1414), Conte titolare di Provenza e di Forcalquier (1386-1414), Conte consorte di Lecce e Principe di Taranto (1406-1414), come secondo marito dell'ereditiera Maria d'Enghien, e Principe titolare d'Acaia.
Fu l'ultimo erede maschio legittimo degli Angiò-Durazzo, ramo collaterale della dinastia estintasi nel ramo principale nel 1382 con Giovanna I di Napoli, gli Angioini. Dopo la morte gli succedette la sorella Giovanna II, poi morta anch'ella senza eredi; la corona andò infine a Renato d'Angiò-Valois, ultimo re della dinastia degli Angioini nel Regno di Napoli.

## Biografia

### Re sotto la reggenza della madre

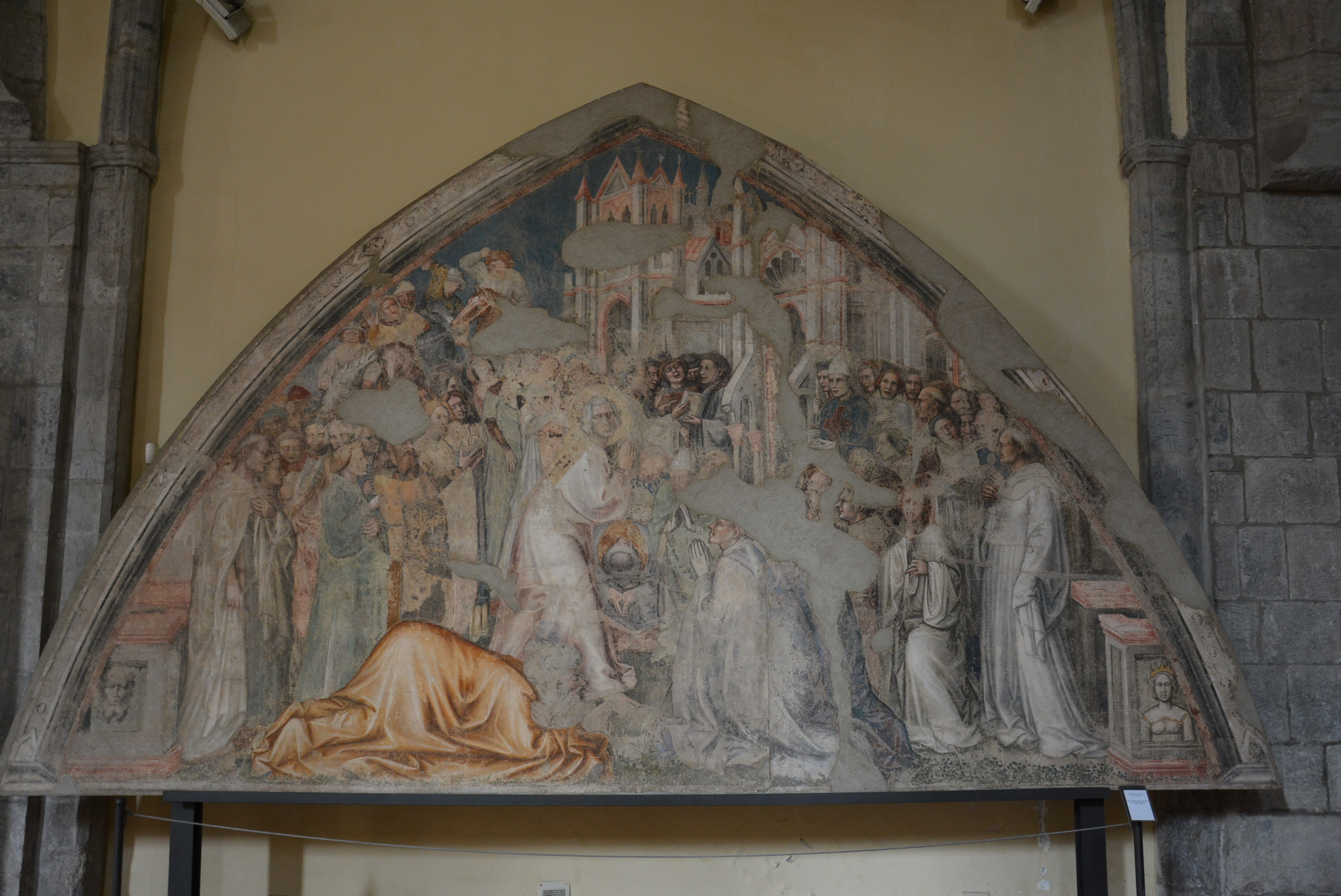
San Ladislao che si reca in chiesa per essere incoronato, Chiesa di Santa Maria Incoronata, Napoli

Figlio di Carlo III e di Margherita di Durazzo, divenne re di Napoli nel 1386 sotto la reggenza della madre. Fu questo un periodo di grandi sconvolgimenti per il regno: con la morte di Carlo, Napoli era precipitata nel caos e la debolezza della reggente rischiò seriamente di fare crollare la monarchia degli Angiò-Durazzo. Lo scontro vedeva contrapposti i sostenitori del giovane re e il partito favorevole agli Angioini di Francia, che cercava di approfittare della grave situazione di crisi per scalzare dal trono la famiglia regnante. Fra i capi del partito angioino filo-francese figuravano alcuni esponenti della famiglia dei Sanseverino e lo stesso Ottone di Brunswick, vedovo della regina Giovanna I.

### Luigi II d'Angiò proclamato re
Costituito un consiglio di magistrati che reggesse le sorti del regno in questa fase, i filo-francesi proclamarono re Luigi II d'Angiò, futuro capo del ramo cadetto degli Angioini e figlio di quel Luigi I che la regina Giovanna aveva nominato erede in contrapposizione a Carlo III. Lo scontro assunse presto le proporzioni di una vera e propria guerra. Nel corso del 1387 i sostenitori degli Angioini francesi occuparono Napoli, costringendo la reggente Margherita con il piccolo Ladislao e la famiglia a barricarsi in Castel dell'Ovo, dal quale fuggirono alla volta di Gaeta.
Luigi d'Angiò poté così impossessarsi del regno, ma domare i baroni ribelli fu un'impresa che lo tenne occupato per anni. Per il re minorenne ed esiliato giunse presto un importante sostegno: nel 1390 saliva al soglio pontificio Bonifacio IX, originario di Casarano, che prese le parti di Ladislao contro il pretendente Luigi.

### Pretendente al trono d'Ungheria

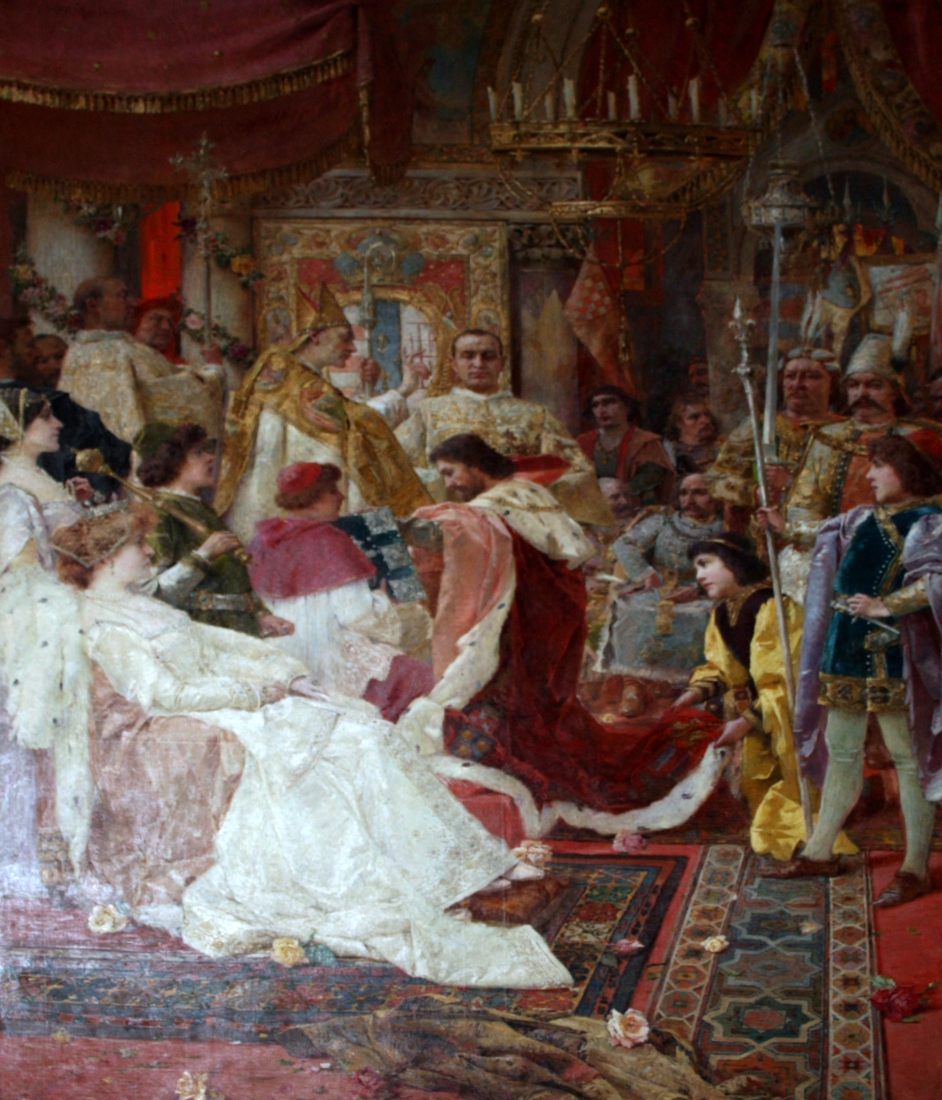
Incoronazione di Ladislao come re d'Ungheria, Mato Celestin Medović, Istituito Croato per la storia, Zagabria

A partire da quello stesso anno, Ladislao diventò anche pretendente al trono d'Ungheria e Dalmazia. Nelle sue mire alla corona magiara fu fortemente osteggiato da Sigismondo di Lussemburgo, marito della regina Maria. Quest'ultima, spodestata da Carlo III, era tornata sul trono dopo avere fatto uccidere l'usurpatore, caduto vittima di una congiura ordita dalla regina insieme alla madre Elisabetta. Malgrado le opposizioni, molti nobili ungheresi, avversi a Sigismondo, sostennero i diritti di Ladislao, che il 5 agosto 1403 fu incoronato a Zara re d'Ungheria. Questo titolo, però, non gli fu mai riconosciuto effettivamente.

### La presa del trono di Napoli
Nel 1399, ventitreenne, Ladislao si lanciò alla conquista del trono e riuscì a occupare Napoli, mentre Luigi era impegnato nella lotta contro i principi pugliesi. Sopraffatto dalla determinazione del giovane Durazzesco, Luigi abbandonò la propria causa e fece ritorno in Francia. Per Ladislao era giunto il momento di imporsi come unico e legittimo sovrano e per ottenere lo scopo non esitò a perseguitare i nemici e stroncare le velleità dei filo-francesi. Spietato nella costruzione del suo potere, il giovane re si dimostrò subito ancora più scaltro e dispotico di suo padre Carlo, che pure aveva seminato terrore e morte nell'imporre il proprio dominio. All'alba del XV secolo Ladislao I si affermava come capo politico e militare di straordinaria tempra, di indole spregiudicata e di grandi ambizioni.
La sua prima preoccupazione fu dunque quella di consolidare il potere monarchico su Napoli a spese dei baroni, obiettivo che non esitò a perseguire commissionando l'assassinio di molti dei suoi rivali. La casata dei Sanseverino, ispiratrice della rivolta filo-francese, fu duramente punita con una sfilza di lutti che ne sfibrarono la capacità sovversiva.

### Ladislao e il sogno di un Regno d'Italia

Il regno di Napoli e l'avanzata verso nord di Ladislao I (in giallo)

Ladislao, domate le insidie interne, volse ben presto la sua attenzione all'esterno dei confini del suo regno. Fu in questi anni che nacque in lui il sogno di costruire una grande realtà statuale che comprendesse l'intera penisola italiana, unificata sotto la corona di Napoli e le insegne dei Durazzo. L'idea di un Regno d'Italia che precede di oltre quattrocento anni l'impresa risorgimentale e alla quale Ladislao dedicherà tutti i propri sforzi nel corso della sua breve esistenza. Negli anni a venire, infatti, avrebbe approfittato della situazione di crisi in cui versava la composita realtà politica italiana per espandere notevolmente il suo regno e il suo potere soprattutto a discapito dei domini papali, appropriandosi e disponendo a suo piacimento di molti dei territori pontifici.

### La conquista dello Stato Pontificio
I propositi espansionistici del re cominciarono a palesarsi nel 1405, sotto il pontificato di Innocenzo VII, del quale Ladislao si professava difensore mentre mirava a sottrargli la sovranità sul Patrimonio di San Pietro. Il re condusse una vittoriosa campagna nel Lazio, giungendo a minacciare la stessa città di Roma, sulla quale intendeva imporre la propria signoria e collocare la propria corte. Ma la città seppe resistergli, soprattutto con l'avvento al trono di Pietro di papa Gregorio XII. Ladislao non abbandonò i suoi propositi e nel 1408 tornò alla carica, cingendo d'assedio Roma. In breve la città fu costretta a consegnarsi al sovrano, così come più tardi cadranno altre importanti roccaforti come Perugia. In poco tempo, il re di Napoli aveva di fatto esteso il suo controllo fino all'Umbria, dalla quale era pronto a muovere contro Firenze e gli Stati settentrionali, portando il confine settentrionale del Regno di Napoli fino alla rocca di Talamone sul mar Tirreno, dove si svilupperà in seguito lo Stato dei Presidi.

### La Lega tra Firenze e Siena

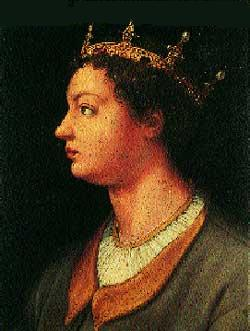
Ritratto di Ladislao re di Napoli, Cristofano dell'Altissimo, 1552 - 1568, Galleria degli Uffizi, Firenze

La grave minaccia che Ladislao rappresentava per i comuni del centro Italia non in suo dominio (in Toscana) e quelli del nord Italia, portò alla costituzione di una lega capeggiata dalle città di Firenze e Siena, alle quali si aggiunsero i rappresentanti di altre città come Bologna. L'antipapa Alessandro V (che nel 1409 era stato eletto dal concilio pisano che aveva deposto Gregorio XII e Benedetto XIII nel vano tentativo di ricomporre lo Scisma d'Occidente) si oppose strenuamente a Ladislao: dopo averlo scomunicato richiamò in Italia Luigi II d'Angiò e lo nominò re di Napoli. Sempre nel 1409 le milizie della Lega tentarono, senza successo, la liberazione di Roma, mentre Ladislao vendeva alla Repubblica di Venezia i suoi diritti sul Regno di Dalmazia per la somma di 100.000 ducati.
La campagna di Ladislao procedeva secondo i suoi piani, ma la costituzione di un fronte compatto e armato contro di lui rischiava di mandare a monte i suoi disegni di conquista. Mentre i nemici gli si opponevano con forza, Ladislao trovò l'appoggio della città di Genova, che strinse con lui un'alleanza in funzione antifrancese. Nel frattempo le deboli guarnigioni napoletane lasciate a difesa di Roma non furono in grado di respingere l'attacco delle forze alleate di Firenze e Siena e la città si consegnò loro ai primi del 1410, seguita da altri castelli della zona fra i quali Tivoli. Malgrado le perdite, Ladislao resisteva bene agli urti e la sua minaccia continuava a fare tremare l'Italia. Pochi mesi dopo la perdita di Roma, Luigi d'Angiò fece ritorno dalla Francia con nuovi rinforzi, mentre il Concilio di Pisa, alla morte di Alessandro V, eleggeva l'antipapa Giovanni XXIII.

### Lo scontro con Luigi II d'Angiò
Nel 1411 Ladislao siglò la pace con Firenze e Siena, togliendo dal suo cammino due rivali scomodi. A continuare la guerra contro di lui restarono solo Luigi d'Angiò e Giovanni XXIII, il quale rientrò a Roma e prese possesso della sede vaticana. Lo scontro fra il re di Napoli e l'Angioino francese vide la vittoria dell'esercito napoletano: per il pretendente si avvicinava l'ora di abbandonare l'impresa. Fiaccati nel morale dalle sconfitte e dalle malattie, i soldati di Luigi fecero pressioni perché si mettesse fine alle ostilità. In agosto, il Duca d'Angiò rinunciava per la seconda volta ad accaparrarsi il trono di Ladislao e faceva ritorno in Francia, dove morì nel 1417.
I progetti del re di Napoli incontravano ormai l'opposizione del solo Giovanni, che però non disponeva di risorse militari sufficienti a frenare l'avanzata del nemico. Fu così che l'antipapa si decise ad avviare trattative con Ladislao per giungere a un compromesso ed evitare lo scontro armato. Nel giugno del 1412 i due siglarono la pace: Giovanni rinunciava definitivamente a sostenere Luigi d'Angiò e investiva Ladislao del Regno di Napoli. Questa pace segnò in apparenza la fine dell'impresa del sovrano napoletano. In realtà, Ladislao l'accettò con l'intento di guadagnare tempo e rafforzare la propria supremazia militare in vista di una nuova campagna di conquista. Nel giugno del 1413, infatti, il re marciava nuovamente verso Roma alla testa del suo esercito, comandato dal capitano di ventura lucano Angelo Tartaglia e, quasi senza colpo ferire, entrava nella città e la saccheggiava.
Con una certa facilità prese possesso di altri importanti presidi e in breve l'intero Stato della Chiesa fu di nuovo nelle sue mani. Agli inizi del 1414 Ladislao era pronto a invadere le regioni del nord Italia e Firenze, quest'ultima divenendo nuovamente suo primo bersaglio. La diplomazia fiorentina tentò tutte le strade per evitare lo scontro, riuscendo a strappare un accordo di pace al re, il quale a sua volta progettava una nuova campagna militare per asservire il resto della penisola.

### La morte

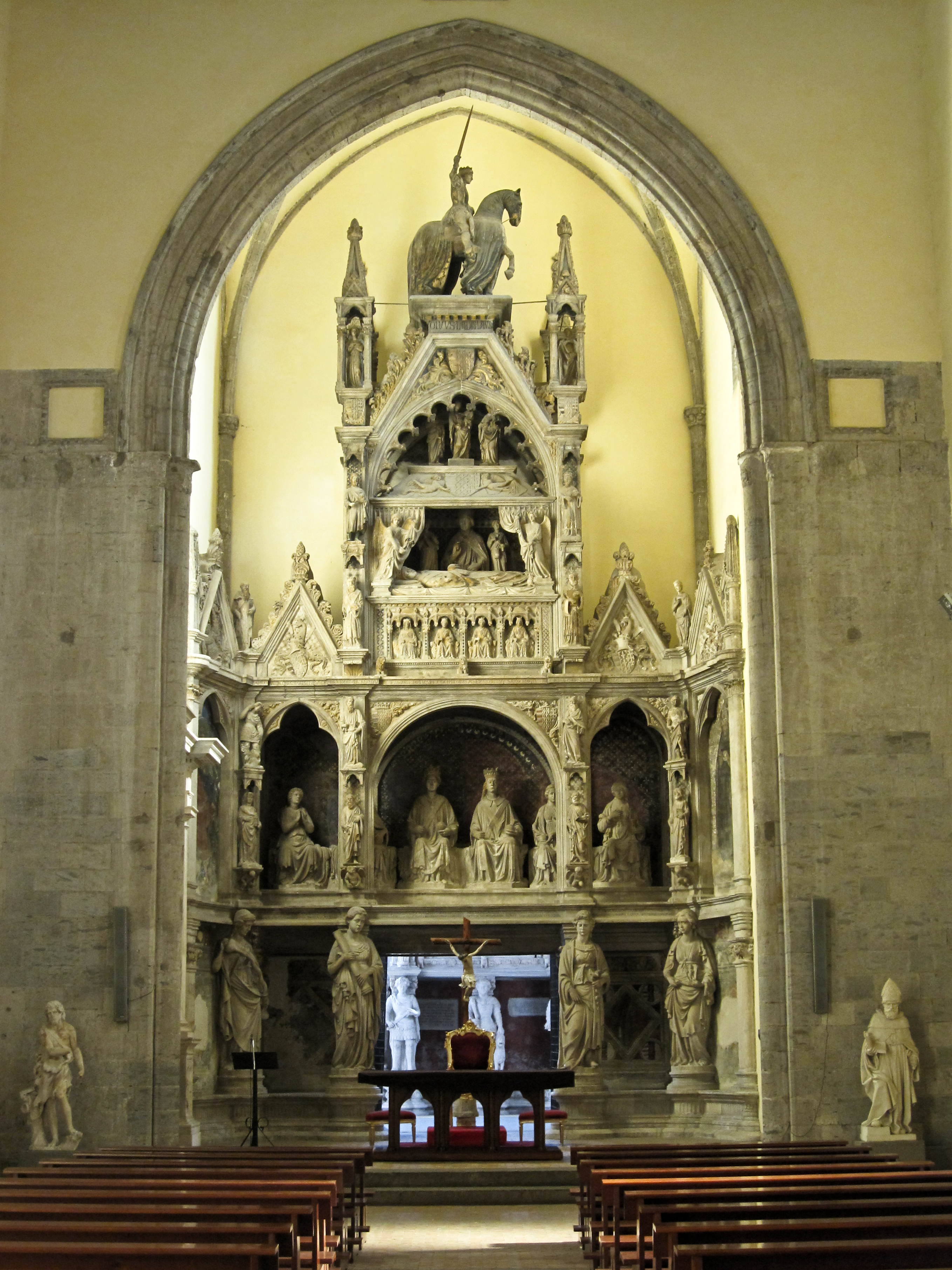
Monumento funebre a Ladislao di Durazzo, Andrea Ciccione, Chiesa di San Giovanni a Carbonara, Napoli

I progetti dell'ambizioso sovrano erano destinati a non realizzarsi mai. Colpito da una malattia, re Ladislao I rientrò a Napoli, dove morì prematuramente il 6 agosto 1414. In molti hanno sollevato il dubbio che la sua morte non sia avvenuta per cause naturali, bensì per avvelenamento, messo in atto da Firenze per liberarsi della sua minaccia. In realtà, si sa che la morte fu dovuta a una malattia infettiva dell'apparato genitale (forse alla prostata), causata dalle abitudini sessuali dissolute e promiscue. Con la sua scomparsa, senza lasciare eredi, la corona di Napoli passò alla sorella Giovanna, che regnò fino alla morte, nel 1435, ultima sovrana della Casa d'Angiò di Napoli. L'imponente monumento sepolcrale nella Chiesa di San Giovanni a Carbonara, fatto erigere dalla sorella Giovanna, ne custodisce le spoglie.

## Ascendenza
|                            |                     |                     | Genitori               |  |  | Nonni |  |  | Bisnonni            |  |  | Trisnonni        |  |
|                            |                     |                     |                        |  |  |       |  |  | Giovanni di Gravina |  |  | Carlo II d'Angiò |  |
|                            |                     |                     |                        |  |  |       |  |  | Giovanni di Gravina |  |  | Carlo II d'Angiò |  |
|                            |                     | Maria d'Ungheria    |                        |  |  |       |  |  | Giovanni di Gravina |  |  |                  |  |
| Luigi di Durazzo           |                     |                     |                        |  |  |       |  |  | Giovanni di Gravina |  |  |                  |  |
|                            |                     | Agnese del Périgord | Elia VII di Talleyrand |  |  |       |  |  |                     |  |  |                  |  |
|                            |                     | Agnese del Périgord | Elia VII di Talleyrand |  |  |       |  |  |                     |  |  |                  |  |
|                            |                     | Agnese del Périgord | Brunissende de Foix    |  |  |       |  |  |                     |  |  |                  |  |
| Carlo III d'Angiò-Durazzo  |                     | Agnese del Périgord |                        |  |  |       |  |  |                     |  |  |                  |  |
|                            |                     | Roberto Sanseverino | Tommaso Sanseverino    |  |  |       |  |  |                     |  |  |                  |  |
|                            |                     | Roberto Sanseverino | Tommaso Sanseverino    |  |  |       |  |  |                     |  |  |                  |  |
|                            |                     | Roberto Sanseverino | Sveva d'Avezzano       |  |  |       |  |  |                     |  |  |                  |  |
| Margherita Sanseverino     |                     | Roberto Sanseverino |                        |  |  |       |  |  |                     |  |  |                  |  |
|                            |                     | Jacopa di Bosco     | ?                      |  |  |       |  |  |                     |  |  |                  |  |
|                            |                     | Jacopa di Bosco     | ?                      |  |  |       |  |  |                     |  |  |                  |  |
|                            |                     | Jacopa di Bosco     | ?                      |  |  |       |  |  |                     |  |  |                  |  |
| Ladislao I d'Angiò-Durazzo |                     | Jacopa di Bosco     |                        |  |  |       |  |  |                     |  |  |                  |  |
|                            | Giovanni di Gravina | Carlo II d'Angiò    |                        |  |  |       |  |  |                     |  |  |                  |  |
|                            | Giovanni di Gravina | Carlo II d'Angiò    |                        |  |  |       |  |  |                     |  |  |                  |  |
|                            | Giovanni di Gravina | Maria d'Ungheria    |                        |  |  |       |  |  |                     |  |  |                  |  |
| Carlo di Gravina           | Giovanni di Gravina |                     |                        |  |  |       |  |  |                     |  |  |                  |  |
|                            |                     | Agnese del Périgord | Elia VII di Talleyrand |  |  |       |  |  |                     |  |  |                  |  |
|                            |                     | Agnese del Périgord | Elia VII di Talleyrand |  |  |       |  |  |                     |  |  |                  |  |
|                            |                     | Agnese del Périgord | Brunissende de Foix    |  |  |       |  |  |                     |  |  |                  |  |
| Margherita di Durazzo      |                     | Agnese del Périgord |                        |  |  |       |  |  |                     |  |  |                  |  |
|                            |                     | Carlo d'Angiò       | Roberto d'Angiò        |  |  |       |  |  |                     |  |  |                  |  |
|                            |                     | Carlo d'Angiò       | Roberto d'Angiò        |  |  |       |  |  |                     |  |  |                  |  |
|                            |                     | Carlo d'Angiò       | Jolanda d'Aragona      |  |  |       |  |  |                     |  |  |                  |  |
| Maria d'Angiò              |                     | Carlo d'Angiò       |                        |  |  |       |  |  |                     |  |  |                  |  |
|                            |                     | Maria di Valois     | Carlo di Valois        |  |  |       |  |  |                     |  |  |                  |  |
|                            |                     | Maria di Valois     | Carlo di Valois        |  |  |       |  |  |                     |  |  |                  |  |
|                            |                     | Maria di Valois     | Mahaut di Châtillon    |  |  |       |  |  |                     |  |  |                  |  |
|                            |                     | Maria di Valois     |                        |  |  |       |  |  |                     |  |  |                  |  |

## Discendenza
Nel corso della sua vita Ladislao ebbe tre mogli. Il 21 settembre 1389, all'età di tredici anni, nel castello di Gaeta, sposò Costanza Chiaramonte (o Clermont) (figlia del Conte di Modica e Vicario del Regno di Sicilia Manfredi Chiaramonte), ripudiata appena tre anni dopo.  
Nel 1393 venne tentato un accordo per dargli in moglie una figlia del sultano ottomano Bayezid I, in cambio del suo aiuto contro Sigismondo d'Ungheria, ma le trattative si interruppero quando venne rifiutata la clausola secondo cui la sposa si sarebbe dovuta convertire al cristianesimo.   
Nel febbraio del 1403, a Napoli, prese in moglie Maria di Lusignano, principessa di Cipro e Gerusalemme, figlia del re Giacomo I. Matrimonio breve anche questo, visto che la consorte morì l'anno successivo alle nozze.  
Più romanzesca la vicenda del terzo matrimonio di Ladislao. Nel 1406 il re era alle prese con una serie di conflitti armati per sottomettere il Principato di Taranto e la Contea di Lecce, di cui era titolare Maria d'Enghien, vedova di Raimondo Orsini del Balzo.  
I tentativi di asservire con la forza la principessa si rivelarono vani, poiché le milizie del re non riuscirono a espugnare il suo castello. Ladislao decise allora di cambiare tattica: avviò accurati negoziati attraverso i quali riuscì a convincere Maria a sposarlo, mettendo così fine allo scontro. Le nozze furono celebrate a Taranto il 23 aprile 1407. In questo modo Ladislao assunse personalmente il titolo di Principe di Taranto, sottraendolo al legittimo erede Giovanni Antonio, figlio di Maria e Raimondo. Malgrado i tre matrimoni, Ladislao non ebbe figli legittimi. I suoi discendenti furono Rinaldo d'Angiò-Durazzo, principe di Capua (solo a titolo onorifico, senza ricevere vitalizi), e Maria, morta in tenera età. Rinaldo si sposò con Lisola Castaldo, da cui ebbe un figlio, Francesco, e varie figlie, tra cui Camilla, andata in sposa a Pietro Di Sangro. Morì a Foggia e fu ivi sepolto. Di Francesco si sa solo che si sposò ed ebbe un figlio chiamato Rinaldo come l'avo, il quale sposò nel 1493 Camilla Tomacelli e venne sepolto anch'esso a Foggia.

## Il mottoAut Caesar, aut nihil
Già dalle prime battute della sua lunga campagna di conquista dell'Italia, Ladislao adottò il motto Aut Caesar, aut nihil (O Cesare, o nulla), passato poi alla storia come il grido di battaglia di Cesare Borgia.